# Maricá
Maricá es un municipio en el estado brasileño de Río de Janeiro. Tenía una población de 127.461 habitantes en 2010, y cuenta con un área de 360,5 km² aproximadamente.

## Historia
El municipio fue fundado en 1889, y su actual prefecto (de 2017 a 2020) es Fabiano Horta (PT).

## Ubicación
La ciudad está ubicada a 36km de la capital del estado, la ciudad de Río de Janeiro. Sus municipios vecinos son:
- Niterói – oeste
- São Gonçalo – noroeste
- Itaboraí – norte
- Tanguá – noreste
- Saquarema – este